# Arhiducesa Maria Anna a Austriei (1738–1789)
Arhiducesa Maria Anna Josepha Antonia a Austriei (6 octombrie 1738 – 19 noiembrie 1789) a fost al doilea copil al reginei Maria Tereza a Austriei și a împăratului Francisc I.

## Date biografice
Maria Anna s-a născut la Palatul Hofburg, la Viena, centrul imperiului austro-ungar. Între anii 1740-1741 a fost moștenitoare prezumptivă până s-a născut fratele său Iosif (mai târziu Iosif al II-lea, Împărat romano-german). În familie i se spunea "Marianna". 
Maria Anna a fost inteligentî însă a avut un handicap fizic. Ea a avut o sănătate precară; a suferit de o fisură a coloanei vertebrale care i-a provocat un nod în spate iar în 1757 a suferit de o pneumonie care i-a afectat permanent capacitatea de a respira. Pentru că nu i s-a putut găsi un soț regal, în 1766 a fost numită stareța Mănăstirii Imperiale și Regale pentru femeile nobile din Praga, cu promisiunea de a primi 80.000 de florini pe an. Mai târziu, ea a devenit stareță la Klagenfurt.
În 1771, ea a început construcția unui palat în Klagenfurt, unde a trăit din 1780. Împreună cu sora ei mai mică, Maria Antoaneta, a călătorit la Versailles unde a stat la mănăstire o noapte. Maria Anna a fost copilul favorit al tatălui ei; ea i-a împărtășit interesul pentru știință. Maria Anna a completat colecția tatălui ei de monede, a scris o carte despre politica mamei ei, a făcut experimente de fizică și chimie, a desenat și a pictat, a finanțat proiecte sociale, artiști și oameni de știință. Mentorul ei a fost Ignaz von Born. Nu a fost plăcută de înalta societate din cauza intereselor sale științifice lucru considerat nepotrivit pentru femei însă a fost apreciată de lumea științifică și de cea a artelor.
Sănătatea ei s-a deteriorat din cauza problemelor de respirație în 1788; a murit la 19 noiembrie 1789, la vârsta de 51 de ani.

## Arbore genealogic
1. ↑  IdRef, accesat în 11 mai 2020